# Хемшлар
Хемшлар (нем. Hemschlar) — поселение сельского типа в составе города Бад-Берлебург в районе Зиген-Виттгенштайн (земля Северный Рейн-Вестфалия, Германия). Населённый пункт был включён в состав Бад-Берлебурга после реформы местного самоуправления 1975 года.

## География

### Положение
Хемшлар расположен в пяти километрах южнее Бад-Берлебурга, на пересечении автодороги федерального значения В 480 и районного значения К 45, в долине ручья Грундбах (приток Эдера).

### Соседние населённые пункты
- Раумланд — поселение на севере, по дороге на Бад-Берлебург[3]
- Ринте — поселение на юго-западе, по дороге на Эрндтебрюкк[3]
- Вайденхаузен — поселение на юге, по дороге районного значения К 48[3]

## История
Хемшлар — одно из старейших поселений в Виттгенштайнер-Ланд. Окончание «-лар» (lar) в названии предполагает происхождение поселения ещё из саксонского периода. Размер и форма поселения часто меняли свой облик. На начало XVI века историкам известна только одна крестьянская усадьба. В 1781 году Хемшлар вырос до 5 домов и стал частью администрации Бергхаузена. В 1819 году он был закреплён на администрацией Доцлара. В 1845 году Хемшлар снова отнесли к Бергхаузену. В 1900 году в Хемшларе проживало 224 жителя.
До административно-территориальной реформы 1975 года Хемшлар был независимым муниципалитетом в составе администрации Бергхаузен тогдашнего района Виттгенштайн.

## = Динамика численности населения
- 1961: 300 жителей[2]
- 1970: 301 житель[2]
- 1974: 298 жителей[4]
- 2011: 314 жителей
- 2021: 300 жителей[1]